# Coprosma bougainvilleensis
Coprosma bougainvilleensis är en måreväxtart som beskrevs av Gideon. Coprosma bougainvilleensis ingår i släktet Coprosma och familjen måreväxter. Inga underarter finns listade i Catalogue of Life.